# Bath, Somerset

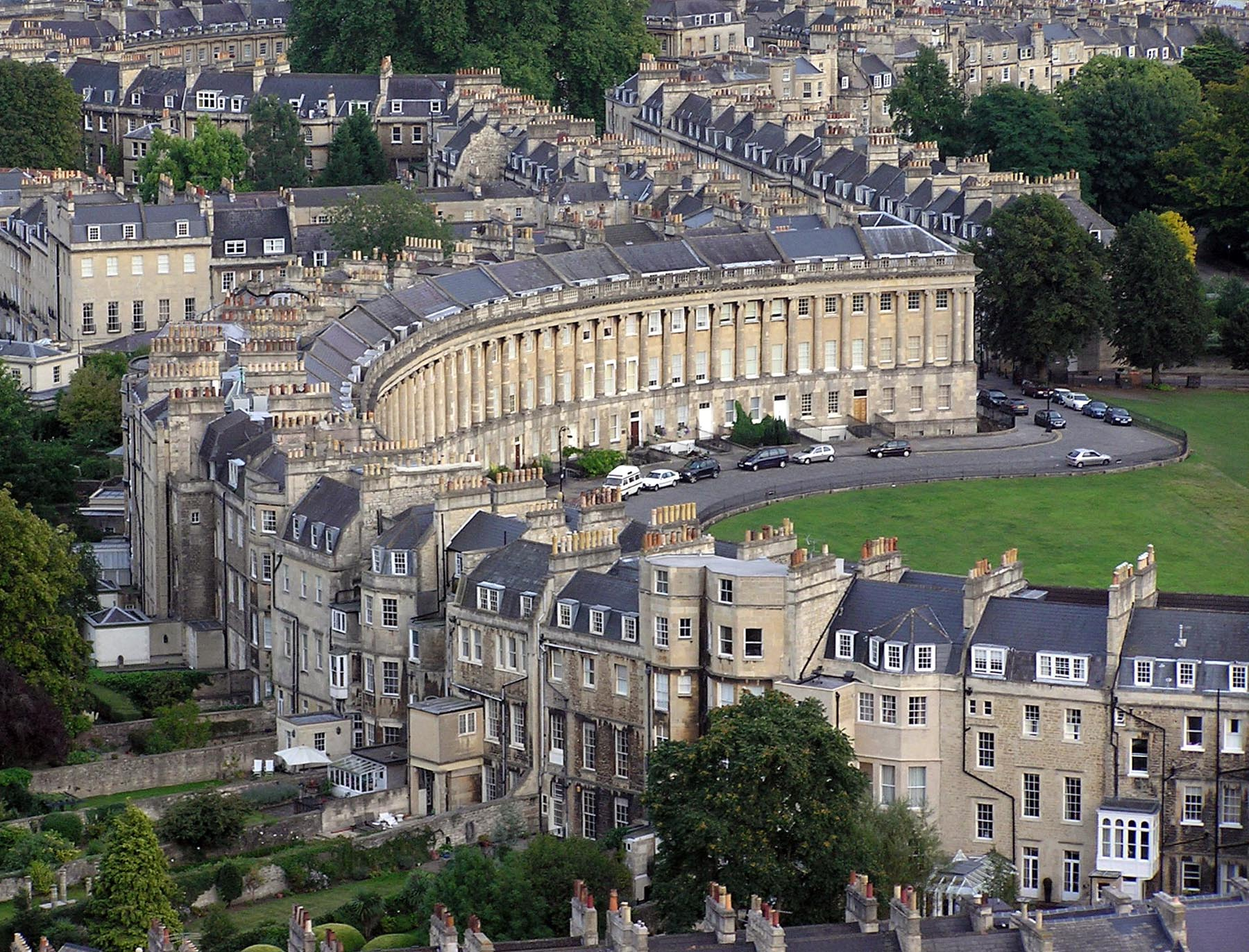
Bath

Bath este un oraș în comitatul Somerset, regiunea South West England, Anglia. Orașul se află în autoritatea unitară Bath and North East Somerset a cărui reședință este.
Orașul Bath a fost înscris în anul 1987 pe lista patrimoniului cultural mondial UNESCO.
Bath se află amplasat pe cursul râului Avon, la ca. 25 km sud-est de Bristol. Orașul a devenit renumit prin băile romane care datează din anii 43 î.Hr. ele fiind construite de romani, datorita existenței în regiune a apelor termale. Aceste izvoare termale fiind cunoscute înaintea stăpânirii romane, fiind primele izvoare termale cunoscute în Anglia. Orașul devine în timpul domniei reginei Elisabeta I a Angliei o localitate balneară. Aici se pot întâlni numeroase clădiri istorice, care datează mai ales din perioada georgiană. Una dintre cele mai cunoscute construcții este Royal Crescent. Districtul Bath și North East Somerset avea în anul 2001, ca. 170.000 loc. iar orașul avea o populație de 86.000 loc. În Bath există o universitate de renume University of Bath .